# Guillaume de Brandebourg (général)
Alexandre Ferdinand Jules Guillaume comte de Brandebourg (né le 30 mars 1819 à Potsdam et mort le 21 mars 1892 à Berlin) est un général de cavalerie et diplomate prussien.

## Biographie

### Origine
Guillaume est le fils du ministre-président prussien Frédéric-Guillaume de Brandebourg et de son épouse Mathilde Aurora, née von Massenbach (1795-1855). Son frère jumeau Frédéric devient également général de cavalerie.

### Carrière militaire
Brandebourg s'engage le 1er juillet 1836 dans le régiment de cuirassiers de la Garde de l'armée prussienne. Il y est promu sous-lieutenant le 28 mars 1837 et est utilisé comme adjudant de régiment à partir de 1846. Le 22 juin 1852, il est promu au grade de Rittmeister et deux ans plus tard devient chef d'escadron. Le 11 août 1857, il est promu major et le 12 janvier 1858, il est transféré au 2e régiment d'uhlans de la Garde en tant qu'officier d'état-major. En 1859, Brandebourg est chargé du commandement du régiment pour la durée de la mobilisation à l'occasion de la guerre de Sardaigne. Cette relation se prolonge ensuite jusqu'à ce qu'il soit finalement nommé commandant du régiment le 12 mai 1860. Lors de sa promotion au grade de lieutenant-colonel, Brandebourg est nommé adjudant d'aile du prince régent Guillaume, tout en restant à ce poste. Fin juin 1864, il est promu colonel et en 1866, il participe à la guerre contre l'Autriche. Brandebourg reçoit l'ordre de la Couronne de 2e classe avec épées pour ses réalisations lors de la bataille de Sadowa
Après la guerre, il est nommé le 17 septembre 1866 commandant de la 5e brigade de cavalerie à Francfort-sur-l'Oder. Le 14 janvier 1868, Brandebourg reçoit le commandement de la 3e brigade de cavalerie et est promu deux mois plus tard major général tout en restant à ce poste et nommé général à la suite du roi. En 1870/71, il dirige sa brigade dans la guerre contre la France. Il est promu lieutenant général en 1872, adjudant général de l'empereur et du roi en 1873 et général de cavalerie en 1880. Tout en étant maintenu dans sa position d'adjudant-général, Brandebourg est mis à disposition en 1884.
À partir de 1888, il est ambassadeur de Prusse à Bruxelles et à Lisbonne avec le statut de conseiller privé effectif. Il est mort célibataire à peine quatre mois avant son frère jumeau.
Brandebourg est chevalier de l'ordre de l'Aigle noir avec la chaîne, titulaire de la Grand-Croix de l'ordre de l'Aigle rouge avec feuilles de chêne et épées et avec épées sur l'anneau, et chevalier de l'ordre de Saint-Jean.

## Distinctions
- Chevalier de l'ordre du Lion néerlandais